# Bell, Book and Candle (película)
Bell, Book and Candle (Me enamoré de una bruja en España, Sortilegio de amor, en Hispanoamérica) es una comedia romántica estadounidense del año 1958 en Technicolor dirigida por Richard Quine, basada en la exitosa obra de Broadway por John Van Druten y adaptada por Daniel Taradash. Está protagonizada por Kim Novak como una bruja que lanza un hechizo sobre su vecino interpretado por James Stewart. Completan el reparto Jack Lemmon, Ernie Kovacs, Hermione Gingold y Elsa Lanchester. La película está considerada como el último papel protagonista de Stewart en una película romántica.

## Argumento
Durante las vacaciones de Navidad, en Greenwich Village, una bruja llamada Gillian Holroyd (Kim Novak), un espíritu libre, con una predilección por ir descalza, que ha tenido mala suerte en el amor se encapricha de su vecino, el editor Shep Henderson (James Stewart), que un día entra en su galería de arte africano para usar el teléfono (después de que la tía de Gillian, interpretada por Elsa Manchester, hechice su teléfono). Cuando ella se entera de que está a punto de casarse con una vieja enemiga del colegio suya, Merle Kittridge (Janice Rule), Gillian se venga de ella lanzándole un hechizo de amor a Shep, y finalmente se enamora ella de él. Ella debe hacer una elección,  ya que las brujas al enamorarse pierden sus poderes sobrenaturales. Cuando decide amar a Shep, el gato de Gillian, al que usaba para hacer sus hechizos, Pyewacket, la rechaza y la abandona.
Sidney Redlitch (Ernie Kovacs), el autor del best-seller Magia en México, llega a la oficina de Shep (gracias a un poco de magia) después de que Gillian descubre que Shep tiene interés en conocerle. Redlitch está escribiendo un libro sobre las brujas en Nueva York, y adquiere un colaborador "interno" cuando el hermano de Gillian, un brujo llamado Nicky (Jack Lemmon) le informa sobre los brujos a cambio de una porción de los ingresos.
Gillian utiliza su magia para hacer que Shep pierda el interés en el libro de Nicky y Redlitch y, a continuación, confiesa su identidad de bruja a Shep. Shep se enfada, creyendo que le hechizó únicamente para vengarse de Merle, y que ambos se peleasen al romper éste el compromiso de matrimonio. Gillian amenaza con lanzar varios hechizos a Merle, tales como hacer que se enamore del primer hombre que entre en su apartamento, pero descubre que ha perdido sus poderes a causa de su amor por Shep. Mientras tanto, Shep descubre que literalmente no puede dejar a Gillian, a causa del hechizo. Para escapar, se dirige a otra bruja, Bianca De Pass (Hermione Gingold), que rompe el hechizo. Shep se enfrenta a Gillian y la deja con el corazón destrozado. Él, a continuación, intenta, sin éxito, explicar a Merle que Gillian es una bruja. Meses más tarde, Shep regresa y descubre que Gillian ha perdido sus poderes mágicos a causa de su amor por él. Cuando él se da cuenta de que su amor es verdadero, los dos se reconcilian.

## Reparto
| Actor             | Personaje                   |
| ----------------- | --------------------------- |
| James Stewart     | Shepherd "Shep" Henderson   |
| Kim Novak         | Gillian "Gil" Holroyd.      |
| Jack Lemmon       | Nicky Holroyd               |
| Ernie Kovacs      | Sidney Redlitch             |
| Elsa Lanchester   | Tía Queenie Holroyd         |
| Hermione Gingold  | Bianca De Pass              |
| Janice Rule       | Merle Kittridge             |
| Howard McNear     | Andy White                  |
| Dick Crockett     |                             |
| Bek Nelson        | Tina, la secretaria de Shep |
| Pyewacket el gato | Él mismo                    |

## Producción
David O. Selznick compró los derechos para la obra de Van Druten en 1953,[lower-alpha 1] planificando dar a su esposa, Jennifer Jones, el papel de Gil. Ante la insistencia de Daniel Taradesh y Julian Blaustein, Columbia compró la propiedad de Selznick en 1956.
Taradash, que había adaptado De aquí a la eternidad (1953) para Columbia, con gran éxito, aumentó la historia ligeramente por la incorporación de personajes que son sólo nombres en la obra (en particular, la Señora De Pass, y la prometida de Shep, Merle) y la expansión de la acción a lugares más allá del apartamento de Gil.
Para los papeles principales, Taradash y Blaustein esperaban obtener a Rex Harrison y Lilli Palmer, quienes habían protagonizado la obra, pero el jefe de Columbia Harry Cohn se decidió por Kim Novak, para la protagonista femenina. Novak fue cedida a Paramount para protagonizar Vértigo y el conflicto de programación puso a Harrison fuera de consideración. Taradash y Blaustein también sugirieron a Cary Grant y Grace Kelly como los protagonistas y a Alexander Mackendrick como director; Kelly se casó, sin embargo, y hubo diferencias creativas entre el estudio y Grant y Mackendrick. Dado que el acuerdo con Paramount para la aparición de Novak en Vértigo incluía la reciprocidad, Cohn avanzó a James Stewart para el papel de Shep. Bell, Book and Candle es conocida generalmente como el último papel protagonista de Stewart en una película romántica.
A principios de 1957, los productores también lanzaron un poco de promoción para la búsqueda de unos gatos siameses que interpretasen a Pyewacket. De acuerdo con una versión, se necesitaron como 12 gatos para realizar el número de dobles en la película.
La producción comenzó el 3 de febrero de 1958, y se completó el 7 de abril.

### Música
La banda sonora fue compuesta por George Duning, otro veterano de Columbia que se ganó los elogios por su trabajo en De Aquí a la Eternidad. El tema principal presume de tambores y violines, que evoca elementos de la trama; Se escuchan durante los créditos de apertura, un par de octavas de "Jingle Bells" que se incorporan a establecer el tono de Navidad de la acción inicial. Cada bruja, incluyendo el gato Pyewacket, es identificado por una firma musical. Duning utiliza medios creativos, tales como la grabación de sonidos que se repiten a alta velocidad para lograr un extraño efecto de fondo para la banda sonora.
La banda sonora fue lanzada en enero de 1959 por Colpix (CT-506).[lower-alpha 2] La mayoría de la grabación tuvo lugar en Múnich con Duning dirigiendo la Orquesta Sinfónica de Graunke. Los segmentos con los Hermanos Candoli, que aparecen en la película interpretando en el Club Zodiac, se registraron en Hollywood en Columbia; en estas pistas, John Williams puede ser escuchado en el piano.
Philippe Clay hace un cameo en la película interpretando "Le Noyé Assassiné" en el Club Zodiac, pero esta actuación no está incluida en la banda sonora del álbum.

## Estreno y recepción
Bell, Book and Candle fue considerada un "éxito de taquilla" por Columbia y antes de su lanzamiento fue promovida en consecuencia. Novak apareció con Pyewacket en la cubierta del 25 de noviembre de la revista Life, junto con un escrito en el que destacó un tie-in con el fotógrafo de Life Eliot Elisofon que fue el consultor de color de la película. Había favorables a escribir en otras revistas importantes y un número de producción en El Show de Steve Allen contó con la música del tema.[lower-alpha 3]
El 11 de noviembre de 1958, la película tuvo su estreno mundial en Los Ángeles, en el Teatro Warner Beverly. Tuvo un compromiso exclusivo allí hasta su estreno en los cines de Nueva York el 25 de diciembre.

### Premios
Me enamoré de una bruja recibió nominaciones a los Óscar en dos categorías: Mejor diseño de producción (Cary Odell y Louis Diage); y Mejor Diseño de Vestuario (Jean-Louis). También recibió una nominación a los Globos de Oro la Mejor Comedia.

## Influencia
El creador de Bewitched Sol Saks admitió que se inspiró en Bell, así como en la anterior bruja de Me casé con una bruja (1942).
En 1976 Bell, Book and Candle fue lanzada como una serie de comedia para la televisión. Un episodio piloto protagonizado por Yvette Mimieux y Michael Murphy se emitió en la NBC, pero el espectáculo no fue recogido.